# Françoise Clavel-Chapelon
Pour les articles homonymes, voir Clavel et Chapelon (homonymie).
Françoise Clavel-Chapelon est une chercheuse en santé publique depuis 1964 à l'INSERM,.
Ses travaux de recherche ont principalement porté sur le rôle des facteurs nutritionnels et hormonaux en relation avec le risque de différentes maladies, initialement le cancer du sein, puis les cancers de la thyroïde, du côlon-rectum, de la peau, ou encore de l’endomètre. En parallèle, le champ de recherche s’est élargi au diabète, aux maladies cardio-vasculaires, aux maladies neuro-dégénératives, à l’asthme, la dépression etc.

## Biographie
Françoise Clavel-Chapelon est directrice de recherche française en épidémiologie à INSERM.
Depuis 1990 et jusqu'en 2016, elle est directrice de la cohorte E3N, la plus grande cohorte française sur la santé des femmes.
Elle a dirigé 11 thèses.

## Prix et distinctions
Grand prix de la recherche ,
Légion d'honneur, grade chevalier 

## Note et référence
1. ↑  « Institut national de la santé et de la recherche médicale ⋅ Inserm, La science pour la santé », sur Inserm (consulté le 31 mars 2022)
2. ↑  « Chercheur en santé depuis 1964 : Françoise Clavel-Chapelon / Histoire de l'Inserm », sur histoire.inserm.fr (consulté le 31 mars 2022)
3. ↑  « Accueil | e3n », sur www.e3n.fr (consulté le 25 avril 2022)
4. ↑  « Établissement d’une cohorte de patientes ayant consulté à l’Institut de Cancérologie de Lorraine et porteuses de la mutation BRCA1-3600del11 : étude descriptive des caractéristiques cliniques et anatomo-pathologiques des cancers du sein et de l’ovaire dans cette cohorte : mise en évidence d’un phénomène d’anticipation génétique dans 38 paires mères-filles atteintes de cancer du sein ou de l’ovaire », sur www.theses.fr (consulté le 31 mars 2022)
5. ↑  Rédaction, « Remise du Grand Prix de la Recherche de la Fondation de France », sur Hospitalia, le magazine de l'hôpital pour toute l'actualité et l'information hospitalière (consulté le 1er avril 2022)
6. ↑  « Grand Prix de Recherche 2013 : Nutrition, hormones et santé des femmes » (consulté le 4 avril 2022)